# Menino do Rio
Menino do Rio è un film brasiliano del 1982 diretto da Antônio Calmon. È il secondo film della cosiddetta "trilogia del surf".

## Trama
La vicenda è incentrata sulle avventure sentimentali di un gruppo di teen-ager di Rio de Janeiro, amanti del surf.

## Produzione
Il film fu prodotto dall'Embrafilme, Filmes do Triângulo e Luiz Carlos Barreto Produções Cinematográficas.